# Raisin' Cain
Raisin' Cain è un album di Johnny Winter, pubblicato dalla Blue Sky Records nel 1980.

## Tracce
Lato A
1. The Crawl – 2:05 (Raymond Victoria, Wayne Shuler)
2. Sitting in the Jail House – 3:19 (Robert Ross)
3. Like a Rolling Stone – 5:35 (Bob Dylan)
4. New York, New York – 5:10 (Rob Stoner)
5. Ron Ton Roulet – 4:43 (Clarence Garlow)

Lato B
1. Rollin' and Tumblin' – 3:25 (McKinley Morganfield)
2. Talk Is Cheap – 3:40 (Jim Liban)
3. Wolf in Sheep's Clothing – 5:30 (Jon Paris)
4. Don't Hide Your Love – 3:26 (Jon Paris)
5. Mother-in-Law Blues – 2:53 (Don Robey)
6. Walkin' Slowly – 3:19 (Earl Connelly King)

## Musicisti
- Johnny Winter - chitarra, chitarra slide, voce
- Jon Paris - basso, armonica, accompagnamento vocale
- Bobby Torello - batteria, accompagnamento vocale

Musicisti aggiunti:
- Tom Strohman - sassofono tenore, sassofono baritono, sassofono alto
- Dan Hartman - pianoforte
- Dave Still - tamburello
- Susan Warford - accompagnamento vocale
- Kristy Griggs - accompagnamento vocale
- Allan Martin - accompagnamento vocale
- Val - accompagnamento vocale
- Bernadette Mazur - accompagnamento vocale
- Cindy Murray - accompagnamento vocale